# Metacalciouranoit
Metacalciouranoit ist ein sehr selten vorkommendes Mineral aus der Mineralklasse der „Oxide und Hydroxide“ mit der chemischen Zusammensetzung (Ca,Na,Ba)[(UO2)2|O3]·2H2O und ist damit hauptsächlich ein wasserhaltiges Calcium-Uranyl-Hydroxid. Die zusätzlich in den runden Klammern angegebenen Elemente Calcium, Natrium und Barium können sich in der Formel jeweils gegenseitig vertreten (Substitution, Diadochie), stehen jedoch immer im selben Mengenverhältnis zu den anderen Bestandteilen des Minerals.
Metacalciouranoit ist im Allgemeinen durch seine eigene ionisierende Strahlung Metamikt, das heißt ohne definierte Kristallstruktur und damit amorph. Er kann aber ursprünglich in orthorhombischer Symmetrie kristallisiert sein. Bisher konnte das Mineral nur in Form massiger bis feinkörniger Mineral-Aggregate von oranger Farbe gefunden werden.

## Etymologie und Geschichte
Erstmals entdeckt wurde Metacalciouranoit zusammen mit Bauranoit in der Molybdän-Uran-Lagerstätte Oktyabr'skoye (russisch: Октябрьское) im Erzfeld Strel’tsovskoye (russisch: Стрельцовское) etwa 12 km südöstlich von Krasnokamensk in der russischen Region Transbaikalien. Die Erstbeschreibung erfolgte 1973 durch V. P. Rogova, L. N. Belova, G. P. Kiziyarov und N. N. Kuznetsova (russisch: В. П. Рогова, Л. Н. Белова, Г. П. Кизияров, Н. Н. Кузнецова), die das Mineral aufgrund seiner engen Verwandtschaft zum Calciouranoit mit geringerem Kristallwassergehalt benannten.
Das Typmaterial des Minerals wird im Mineralogischen Museum der Russischen Akademie der Wissenschaften in Moskau aufbewahrt.

## Klassifikation
In der veralteten 8. Auflage der Mineralsystematik nach Strunz ist der Metacalciouranoit noch nicht verzeichnet. Einzig im Lapis-Mineralienverzeichnis nach Stefan Weiß, das sich aus Rücksicht auf private Sammler und institutionelle Sammlungen noch nach dieser alten Form der Systematik von Karl Hugo Strunz richtet, erhielt das Mineral die System- und Mineral-Nr. IV/H.06-20. In der „Lapis-Systematik“ entspricht dies der Klasse der „Oxide und Hydroxide“ und dort der Abteilung „Uranyl([UO2]2+)-Hydroxide und -Hydrate“, wo Metacalciouranoit zusammen mit Bauranoit, Calciouranoit und Wölsendorfit eine eigenständige, aber unbenannte Gruppe bildet (Stand 2018).
Die seit 2001 gültige und von der International Mineralogical Association (IMA) zuletzt 2009 aktualisierte 9. Auflage der Strunz’schen Mineralsystematik ordnet den Metacalciouranoit ebenfalls in die Klasse der „Oxide und Hydroxide“ und die Abteilung der „Uranyl-Hydroxide“ ein. Diese ist allerdings weiter unterteilt nach der möglichen Anwesenheit und Art zusätzlicher Kationen sowie der Kristallstruktur, so dass das Mineral entsprechend seiner Zusammensetzung und seinem Aufbau in der Unterabteilung „Mit zusätzlichen Kationen (K, Ca, Ba, Pb usw.); mit vorwiegend UO2(O,OH)5 pentagonalen Polyedern“ zu finden ist, wo es zusammen mit Bauranoit und Calciouranoit die „Calciouranoit-Bauranoit-Gruppe“ mit der System-Nr. 4.GB.20 bildet.
Auch die vorwiegend im englischen Sprachraum gebräuchliche Systematik der Minerale nach Dana ordnet den Metacalciouranoit in die Klasse der „Oxide und Hydroxide“ und dort in die Abteilung der „Uran- und thoriumhaltigen Oxide“ ein. Hier ist er zusammen mit Wölsendorfit in der unbenannten Gruppe 05.04.03 innerhalb der Unterabteilung „Uran- und thoriumhaltige Oxide, die Erdalkalimetall-Elemente enthalten (wasserhaltig)“ zu finden.

## Kristallstruktur
Bisher ist nur dokumentiert, dass Metacalciouranoit in orthorhombischer Symmetrie kristallisiert, das heißt weder Punkt- noch Raumgruppe oder Gitterparameter wurden bisher entschlüsselt.

## Eigenschaften
Das Mineral ist durch seinen Urangehalt von bis zu 69,58 % als sehr stark radioaktiv eingestuft und weist eine spezifische Aktivität von etwa 124,548 kBq/g auf (zum Vergleich: natürliches Kalium 0,0312 kBq/g).

## Bildung und Fundorte
Metacalciouranoit konnte bisher nur an seiner Typlokalität im Erzfeld Strel’tsovskoye nahe Krasnokamensk in Russland nachgewiesen werden, wo er in der Oxidationszone der dortigen Molybdän-Uran-Lagerstätte Oktyabr'skoye entstand. Dort tritt er in Paragenese mit Bauranoit, Calciouranoit, Protasit, Uraninit und Uranophan auf.

## Vorsichtsmaßnahmen
Aufgrund der Toxizität und der starken Radioaktivität des Minerals sollten Mineralproben vom Metacalciouranoit nur in staub- und strahlungsdichten Behältern, vor allem aber niemals in Wohn-, Schlaf- und Arbeitsräumen aufbewahrt werden. Ebenso sollte eine Aufnahme in den Körper (Inkorporation, Ingestion) auf jeden Fall verhindert und zur Sicherheit direkter Körperkontakt vermieden sowie beim Umgang mit dem Mineral Atemschutzmaske und Handschuhe getragen werden.